# Comté de Saint-Jean (Québec)
Pour les articles homonymes, voir Saint-Jean.
Le comté de Saint-Jean était un comté municipal du Québec ayant existé entre 1855 et 1982. Le territoire qu'il couvrait fait aujourd'hui partie de la région de la Montérégie et est compris dans les MRC de Haut-Richelieu et des Jardins-de-Napierville. Son chef-lieu était la ville de Saint-Jean-sur-Richelieu.

## Municipalités situées dans le comté
- Saint-Jean-sur-Richelieu
- Lacolle
- Saint-Bernard-de-Lacolle
- Saint-Blaise-sur-Richelieu
- Sainte-Marguerite-de-Blairfindie (renommée L'Acadie, maintenant fusionnée à Saint-Jean-sur-Richelieu)
- Saint-Luc (maintenant fusionné à Saint-Jean-sur-Richelieu)
- Saint-Paul-de-l'Île-aux-Noix
- Saint-Valentin